# Antoni Paleń
Antoni Paleń, ps. „Jastrząb” (ur. 9 sierpnia 1920 w Lipie pow. Janów Lubelski, zm. 25 października 1943) – oficer Gwardii Ludowej.

## Biografia
Na początku 1942 utworzył kilkuosobową grupę wypadową, której został dowódcą przybierając pseudonim „Jastrząb”. Od marca 1942 grupa „Jastrzębia” działała w rejonie Lasów Lipskich i Janowskich, a w maju 1942 podporządkowała się Polskiej Partii Robotniczej (PPR) i Gwardii Ludowej (GL). 22 czerwca 1942 oddział „Jastrzębia” uwolnił z aresztu w Zaklikowie 18 chłopów. Po kilku akcjach grupa „Jastrzębia” stała się polowym oddziałem partyzanckim przybierając imię gen. Jarosława Dąbrowskiego. Pod koniec sierpnia 1942 oddział Palenia połączył się z oddziałem Grzegorza Korczyńskiego „Grzegorza”, który objął dowództwo nad całością. Paleń został jego zastępcą, a oddział przybrał imię Tadeusza Kościuszki. Oddział ten na przełomie lat 1942/1943 m.in. atakował skutecznie niemieckie środki transportu drogowego i kolejowego. W Grupie Operacyjnej, w jaką przekształcił się oddział im. T. Kościuszki w okresie luty-marzec 1943 „Jastrząb” dowodził samodzielnym oddziałem im. Jarosława Dąbrowskiego, działając na terenie Lasów Janowskich, Lipskich i Gościeradowskich, a także powiatów: Biłgoraj, Kraśnik i Puławy.
Oddział Palenia stoczył wiele potyczek oraz przeprowadził liczne udane akcje dywersyjne, m.in. w marcu 1943 na dwa samochody niemieckie na szosie k. Biłgoraja, w maju 1943 na garnizon niemiecki w Lipie pow. Kraśnik.
Poza tym prowadził działania skierowane przeciw działaczom polskiego podziemia niepodległościowego, m.in. 24 marca 1943 podczas napadu rabunkowego na dwór w Zarzeczu koło Niska Paleń zamordował 74-letniego Stanisława Jerzego Hofmokla, działacza Rady Głównej Opiekuńczej, a następnie zaatakował Hutę Krzeszowską, gdzie zastrzelono miejscowego działacza narodowego, jego matkę i pięciu polskich policjantów należących do Armii Krajowej. W lipcu 1943 „Jastrząb” został mianowany komendantem powiatowym GL w pow. kraśnickim. Równocześnie powołano go do pracy w dowództwie Okręgu GL nr 5 Janów, obejmującego południową część Lubelszczyzny. 22 października 1943 w walce pod Kochanami pow. Nisko został ciężko ranny i po trzech dniach zmarł. Pochowano go w Rzeczycy. Pośmiertnie został awansowany na podpułkownika.
Według zeznań jednego z dowódców lubelskiej GL-AL Andrzeja Flisa „Maksyma” z 11 czerwca 1950, „Jastrząb” „miał opinię złodzieja kieszonkowego” i „ogólna opinia członków AL o >>Jastrzębiu<< była taka, że jest w oddziale po to, aby coś zrabować i zawieźć do domu. Stale nosił na ręku jeden zegarek, a w kieszeni drugi oraz kilka pierścionków na palcach”. M.in. na tej podstawie Piotr Gontarczyk określa grupę Antoniego Palenia jako rabunkową.

## Awanse
- kapitan – 1943
- podpułkownik – pośmiertnie na przełomie 1943/44

## Ordery i odznaczenia
- Order Krzyża Grunwaldu III klasy (pośmiertnie, 24 października 1947)[3]

## Upamiętnienie
Wchodząca w skład Zespołu Szkół im. „Szarych Szeregów” w Lipie Publiczna Szkoła Podstawowa nosi imię „Antoniego Palenia ps. „Jastrząb”.